# XVII dinastia egípcia
A XVII dinastia egípcia foi a última governada por faraós hicsos, e tinha governantes centrais hicsos na capital Aváris e governantes rebeldes egípcios, apoiados pela casta sacerdotal, que exerciam um poder paralelo sobre o Alto Egito, tendo Tebas como sua capital.

## História
Essa foi uma dinastia marcada por diversos conflitos na tentativa de expulsar os invasores hicsos do Egito, o quê só foi conseguido, aproximadamente, no ano de 1550 a.C. quando Amósis I (em egício antigo Ahmses) expulsou finalmente o último governante Hicso, fundou a XVIII dinastia e iniciou o período conhecido como Império Novo.
Após tomar o poder, os egípcios apagaram o nome dos governantes hicsos e retrataram seus antepassados como governantes verdadeiros, por isso durante muito tempo houve certa confusão sobre quem detinha o poder central nesta dinastia.

### A vitória sobre os hicsos
Taá II, com o apoio dos sacerdotes e da população egípcia, conseguiu guiar seus exércitos de tebas, cercar e tomar Mênfis e depois tomar a, então, capital Tânis. Depois que avançou com seus exércitos sobre Tânis, Apopi I se refugiou na fortaleza dos Hicsos, Aváris, a qual foi tomada mais tarde por Amósis no começo da XVIII dinastia

## Lista de faraós
A XVII dinastia teve dois poderes paralelos, o central dos hicsos e faraós egípcios apoiados pela casta dos sacerdotes que governavam o Sul. Após a derrota final dos hicsos, por Amósis, alguns nomes de faraós hicsos foram apagados  propositalmente, bem como os registros de sua história e datas de reinados.
Faraós egípcios (as datas de reinados são desconhecidas ou incertas)
- Rahotep (Sekhem-re-wahkhaw)
- Sobekemsaf I (Sekhem-re-shedtawy)
- Intef VI (Sekhem-re-wepmaat)
- Intef VII (Nebkheper-re)
- Intef VIII (Sekhem-re-herher-maat)
- Sobekemsaf II (Sekhem-rewadjkhaw)
- Taá I (Senakhten-re)
- Taá II (Sekenen-re)
- Camés